# Cisnes
Cisnes är en kommun i Chile.   Den ligger i provinsen Provincia de Aisén och regionen Región de Aisén, i den södra delen av landet, 1 200 km söder om huvudstaden Santiago de Chile. Cisnes ligger på ön Isla Magdalena.
I omgivningarna runt Cisnes växer i huvudsak blandskog. Trakten runt Cisnes är nära nog obefolkad, med mindre än två invånare per kvadratkilometer.